# Gouvernement Heger
République slovaque
Matovič Ódor
Le gouvernement Heger (en slovaque : Vláda Eduarda Hegera) est le gouvernement de la République slovaque depuis le 1er avril 2021, durant la VIIIe législature du Conseil national.
Il est dirigé par le conservateur Eduard Heger et constitué d'une coalition de quatre partis conservateurs et libéraux. Il succède au gouvernement de coalition du conservateur Igor Matovič. Devenu minoritaire en septembre 2022, il est renversé trois mois plus tard par une motion de censure.

## Historique du mandat
Dirigé par le nouveau président du gouvernement conservateur Eduard Heger, ministre sortant des Finances, ce gouvernement est constitué et soutenu par une coalition entre Les Gens ordinaires et personnalités indépendantes (OĽaNO), Nous sommes une famille (Sme Rodina), Liberté et solidarité (SaS) et Pour le peuple (ZĽ). Ensemble, ils disposent de 93 députés sur 150, soit 62 % des sièges du Conseil national.
Il est formé à la suite de la démission du gouvernement précédent, qui reposait sur une coalition identique.

### Formation
L'achat par Igor Matovič de doses du vaccin Sputnik V en pleine pandémie de Covid-19 sans avoir obtenu l'aval de ses partenaires de coalition provoque une grave crise politique en mars 2021.
Elle mène à la démission des ministres de la Santé Marek Krajčí, du Travail Milan Krajniak, de la Justice Mária Kolíková et de l'Économie Richard Sulík le 22 mars. En réaction, le président du gouvernement propose de démissionner mais à condition d'être ministre au sein du prochain gouvernement. Le lendemain, la présidente de la République Zuzana Čaputová appelle le président du gouvernement à démissionner. Le 24 mars, le ministre des Affaires étrangères Ivan Korčok et celui de l'Éducation Branislav Gröhling annoncent également leur démission.
Le 28 mars, à l'issue de tractations avec ses partenaires de coalition, Igor Matovič propose de démissionner en échange de la nomination du ministre des Finances Eduard Heger au poste de président du gouvernement. Matovič doit être en échange nommé ministre des Finances dans le prochain gouvernement. Matovič démissionne le 30 mars et Heger est chargé de former un gouvernement,. Cette permutation de postes que le président du gouvernement sortant avait lui-même proposée permet d'apaiser les tensions au sein de la majorité parlementaire. Le nouveau gouvernement, sans changement par rapport au précédent sauf pour le portefeuille de la Santé, est assermenté le 1er avril.

### Succession
En raison du retrait de la coalition de Liberté et Solidarité, rallié par une partie des députés d'OĽaNO, le 13 septembre 2022, le gouvernement devient minoritaire au Conseil national. Eduard Heger prend alors l'intérim du ministère de l'Éducation, les trois autres portefeuilles de SaS étant confiés à des indépendants. Environ trois mois plus tard, l'exécutif est renversé du fait de l'adoption d'une motion de censure, qui recueille 78 voix sur 150 le 15 décembre. L'exécutif se voit confier la tâche de gérer les affaires courantes.
Le 23 janvier 2023, deux jours après l'échec d'un référendum constitutionnel d'initiative populaire, la coalition gouvernementale et SaS s'entendent sur une révision de la Constitution par voie parlementaire permettant au Conseil national de convoquer lui-même des élections anticipées, ainsi que sur la tenue d'un tel scrutin le 30 septembre suivant. Ils disposent ensemble de 87 députés, soit trois de moins que le minimum requis pour faire adopter leur réforme. L'amendement est approuvé deux jours plus tard, par 92 voix, et autorise les parlementaires à voter la dissolution du Parlement à la majorité des trois cinquièmes,. Un vote en ce sens — par 92 voix pour — intervient comme prévu le 31 janvier, provoquant la convocation d'élections anticipées au 30 septembre,.
Eduard Heger annonce la démission de son gouvernement le 7 mai 2023. Cette décision intervient au lendemain des renoncements du ministre de l'Agriculture, objet de révélations concernant une subvention reçue par son entreprise, et du ministre des Affaires étrangères. Quelques heures plus tard, la présidente de la République, Zuzana Čaputová, charge Ľudovít Ódor, économiste et vice-gouverneur de la Banque nationale de Slovaquie, de mettre sur pied un gouvernement de technocrates devant conduire la Slovaquie jusqu'aux élections législatives,.

## Composition

### Initiale (1eravril 2021)
- Les nouveaux ministres sont indiqués en gras, ceux ayant changé d'attributions en italique.

| Portefeuille                                                                               | Nom | Nom                                | Parti      |
| ------------------------------------------------------------------------------------------ | --- | ---------------------------------- | ---------- |
| Président du gouvernement                                                                  |     | Eduard Heger                       | OĽaNO      |
| Vice-président du gouvernement Ministre de l'Économie                                      |     | Richard Sulík                      | SaS        |
| Vice-président du gouvernement Ministre des Investissements et du Développement régional   |     | Veronika Remišová                  | ZĽ         |
| Vice-président du gouvernement Chargé de la Législation et de la Planification stratégique |     | Štefan Holý                        | Sme Rodina |
| Vice-président du gouvernement Ministre des Finances                                       |     | Igor Matovič                       | OĽaNO      |
| Ministre des Transports et des Travaux publics                                             |     | Andrej Doležal                     | Sans       |
| Ministre de l'Agriculture et du Développement rural                                        |     | Ján Mičovský (jusqu'au 08/06/2021) | OĽaNO      |
| Ministre de l'Agriculture et du Développement rural                                        |     | Samuel Vlčan                       | Sans       |
| Ministre de l'Intérieur                                                                    |     | Roman Mikulec                      | OĽaNO      |
| Ministre de la Défense                                                                     |     | Jaroslav Naď                       | OĽaNO      |
| Ministre de la Justice                                                                     |     | Mária Kolíková                     | ZĽ/Sans    |
| Ministre des Affaires étrangères et européennes                                            |     | Ivan Korčok                        | Sans       |
| Ministre du Travail, des Affaires sociales et de la Famille                                |     | Milan Krajniak                     | Sme Rodina |
| Ministre de l'Environnement                                                                |     | Ján Budaj                          | OĽaNO      |
| Ministre de l'Éducation, de la Science, de la Recherche et des Sports                      |     | Branislav Gröhling                 | SaS        |
| Ministre de la Culture                                                                     |     | Natália Milanová                   | OĽaNO      |
| Ministre de la Santé                                                                       |     | Vladimír Lengvarský                | Sans       |

### Remaniement du 13 septembre 2022
- Les nouveaux ministres sont indiqués en gras, ceux ayant changé d'attributions en italique.

| Portefeuille | Nom | Nom                                       | Parti            |
| --- | --- | ----------------------------------------- | ---------------- |
| Président du gouvernement Ministre de l'Éducation, de la Science, de la Recherche et des Sports a.i. Ministre des Finances a.i. (à partir du 23/12/2022) Ministre de la Santé a.i. (à partir du 03/03/2023) |     | Eduard Heger                              | OĽaNO/Démocrates |
| Vice-président du gouvernement Ministre des Investissements et du Développement régional |     | Veronika Remišová                         | ZĽ               |
| Vice-président du gouvernement Chargé de la Législation et de la Planification stratégique |     | Štefan Holý                               | Sme Rodina       |
| Vice-président du gouvernement Ministre des Finances |     | Igor Matovič (jusqu'au 23/12/2022)        | OĽaNO            |
| Ministre de l'Économie |     | Karel Hirman                              | Sans/Démocrates  |
| Ministre des Transports et des Travaux publics |     | Andrej Doležal                            | Sans             |
| Ministre de l'Agriculture et du Développement rural |     | Samuel Vlčan                              | Sans             |
| Ministre de l'Intérieur |     | Roman Mikulec                             | OĽaNO            |
| Ministre de la Défense |     | Jaroslav Naď                              | OĽaNO/Démocrates |
| Ministre de la Justice |     | Viliam Karas                              | Sans             |
| Ministre des Affaires étrangères et européennes |     | Rastislav Káčer                           | Sans/Démocrates  |
| Ministre du Travail, des Affaires sociales et de la Famille |     | Milan Krajniak                            | Sme Rodina       |
| Ministre de l'Environnement |     | Ján Budaj                                 | OĽaNO/Démocrates |
| Ministre de la Culture |     | Natália Milanová                          | OĽaNO            |
| Ministre de la Santé |     | Vladimír Lengvarský (jusqu'au 03/03/2023) | Sans             |